# Wéber Gábor
Wéber Gábor (1971. december 4. –) korábbi autóversenyző, televíziós szakkommentátor és újságíró. 2002–2010 között a Zengő Motorsporttal versenyzett a Renault Clio Kupában, a SEAT León Szuperkupában, majd a SEAT León Eurocup-ban. 2011-ben a Team LogiPlus by T.A.C. Race Solutions csapattal versenyzett a német SEAT Leon Supercopában, illetve 2012-től ismét a Zengő Motorsporttal az FIA Túraautó-világbajnokságban. 2002-től szakkommentátorként dolgozik az RTL Klub, majd 2012-től a Magyar Televízió Formula–1-es közvetítésein. Szujó Zoltán 2019-es elbocsátása óta állandó kommentátora a Formula–1-es futamoknak az M4 Sporton.

## Élete
Nős, egy lánya van, Wéber Wanda.

## Pályafutása
2001-ben SRMC világbajnok, majd 2002-ben az Opel Astra kupában összetett 5. hely, illetve médiabajnok. 2003-ban és 2004-ben bajnok a Magyar Shell V Power Racing Renault Clio Kupában, 2005-ben és 2006-ban második helyen végzett. 2 bajnoki címével és 27 futamgyőzelmével legeredményesebb versenyző a Magyar Shell V Power Racing Renault Clio Kupában.

### Seat León Kupasorozatok
2007-ben az újonnan indított magyarországi Seat León kupában a második helyett szerezte meg Kiss Norbert mögött. 2008-ban a magyarországi kupa mellett részt vett a SEAT León Eurocupban, ahol megszerezte első nemzetközi győzelmét a pau-i utcai aszfaltcsíkon. 2010-ben megnyerte a Seat León Eurocup sorozatot, majd 2011-ben a német Seat León Supercopában versenyzett, ahol az összetett 5. helyet érte el.

### Túraautó-világbajnokság
Wéber Gábor a 2012-es Túraautó-világbajnokságban a Zengő Motorsport színeiben egy BMW 320 TC versenyautóval állt rajthoz, a bajnokság európai fordulóin. Legjobb eredménye egy 9. hely Szlovákiából.

## Eredményei

### Teljes túraautó-világbajnokságbeli eredménysorozata (WTCC)
(Táblázat értelmezése)

(Félkövér: pole-pozícióból indult; dőlt: leggyorsabb kört futott) 

| KI | 11 | 17 | KI |  |  | 9 | KI | 10 | 17 | 15 | 12 | KI | 12 |  |  |  |  |  |  |  |  |  |  |

- KI: kiesett

### Teljes SEAT León-Európa-kupás eredménysorozata
(Táblázat értelmezése)

(Félkövér: pole-pozícióból indult; dőlt: leggyorsabb kört futott) 

| Év   | Csapat           | 1   | 1   | 2   | 2   | 3   | 3   | 4   | 4   | 5   | 5   | 6   | 6   | Helyezés | Pont |
| ---- | ---------------- | --- | --- | --- | --- | --- | --- | --- | --- | --- | --- | --- | --- | -------- | ---- |
| 2008 | Zengő Motorsport | ESP | ESP | FRA | FRA | POR | POR | GBR | GBR | GER | GER | ITA | ITA | 11.      | 19   |
| 2008 | Zengő Motorsport | 16  | 3   | 8   | 1   | 23  | 9   | KI  | KI  | 17  | 16  | KI  | NI  | 11.      | 19   |
| 2009 | Zengő Motorsport | ESP | ESP | CZE | CZE | POR | POR | GBR | GBR | GER | GER | ITA | ITA | 12.      | 8    |
| 2009 | Zengő Motorsport |     |     |     |     |     |     |     |     |     |     | 2   | KI  | 12.      | 8    |
| 2010 | Zengő Motorsport | ITA | ITA | BEL | BEL | GBR | GBR | CZE | CZE | GER | GER | ESP | ESP | 1.       | 48   |
| 2010 | Zengő Motorsport | 1   | KIZ | 3   | 3   | KI  | 11  | 1   | KI  | 1   | KI  | 3   | KI  | 1.       | 48   |
| 2014 | B3R Hungary KFT  | GER | GER | AUT | AUT | GBR | GBR | BEL | BEL | ITA | ITA | ESP | ESP | 10.      | 18   |
| 2014 | B3R Hungary KFT  | KI  | KI  | 8   | KI  | KI  | 3   | KI2 | 6   | 8   | 4   | 9   | 12  | 10.      | 18   |

### Teljes német SEAT León Supercopa-s eredménysorozata
(Táblázat értelmezése)

(Félkövér: pole-pozícióból indult; dőlt: leggyorsabb kört futott) 

| Év   | Csapat                | 1   | 1   | 2   | 2   | 3   | 3   | 4   | 5   | 5   | 6   | 6   | 7   | 7   | 8   | 8   | Helyezés | Pont |
| ---- | --------------------- | --- | --- | --- | --- | --- | --- | --- | --- | --- | --- | --- | --- | --- | --- | --- | -------- | ---- |
| 2011 | T.A.C. Race Solutions | HOC | HOC | ZAN | ZAN | RBR | RBR | NDS | NOR | NOR | NUR | NUR | OSC | OSC | HOC | HOC | 5.       | 149  |
| 2011 | T.A.C. Race Solutions | 2   | 7   | 2   | 7   | 9   | 3   | 2   | 10  | 3   | 3   | KI  | 3   | 7   | 3   | KI  | 5.       | 149  |

### Magyar márkakupákban elért eredményei
|      | Bajnokság                              | Csapat                | 1 | 2 | 3 | 4 | 5 | 6 | 7 | 8 | 9 | 10 | 11 | 12 | 13 | 14 | Pontok |
| ---- | -------------------------------------- | --------------------- | - | - | - | - | - | - | - | - | - | -- | -- | -- | -- | -- | ------ |
| 2003 | Shell V Power Racing Renault Clio Kupa | Zengő Motorsport Kft. | 1 | 1 | 2 | 1 | 1 | 1 | 1 | 1 | - | 1  | 1  | 1  |    |    | 215    |
| 2004 | Shell V Power Racing Renault Clio Kupa | Zengő Motorsport Kft. | 1 | 1 | 1 | 1 | 2 | 1 | 2 | 1 | 1 | 8  |    | 4  | 3  |    | 98     |
| 2005 | Shell V Power Racing Renault Clio Kupa | Zengő Motorsport Kft. | 7 |   | 2 | 1 | 2 | 1 | 1 | 1 |   | 5  | 1  |    | 1  |    | 172    |
| 2006 | Shell V Power Racing Renault Clio Kupa | Zengő Motorsport Kft. | 2 | 2 | 2 | 2 | 2 | 7 | 1 | 2 | 1 | 1  | 4  | 2  | 3  |    | 206    |
| 2007 | Shell V Power Racing Renault Clio Kupa | Zengő Motorsport Kft. | - | - | - | - | - | - | - | - | 1 | -  | -  |    |    |    | 74     |
| 2007 | SEAT León Kupa                         | Zengő Motorsport Kft. | 2 | 2 | 4 | 3 | 1 | 2 | 1 | 1 | 1 |    | 2  | 1  | 2  | 1  | 566    |

## Külső hivatkozások
- A Zengő Motorsport hivatalos honlapja
- Wéber Gábor Facebook oldala
- Wéber Gábor: "Magamtól sosem akartam vezető kommentátor lenni" - Az M4 Sport nagyinterjúja Wéber Gáborral (2024. július 12., YouTube)